# 徐廷掄
徐廷掄，中國清朝官員，本籍中國江苏宜兴。1845年，舉人出身的徐廷掄以通判官職接替王廷幹，於台灣署理擔任台灣府海防兼南路理番同知。品等為正五品的該官職隸屬於台灣府，主管全台灣船政治安業務及台灣南路之台灣原住民事務，相當於副知府。